# Baoyan
Baoyan (kinesiska: 宝堰, 宝堰镇) är en köping i Kina. Den ligger i provinsen Jiangsu, i den östra delen av landet, omkring 55 kilometer öster om provinshuvudstaden Nanjing. Antalet invånare är 22 586. Befolkningen består av 11 331 kvinnor och 11 255 män. Barn under 15 år utgör 9,0 %, vuxna 15-64 år 76 %, och äldre över 65 år 13,0 %.
Runt Baoyan är det tätbefolkat, med 550 invånare per kvadratkilometer. Närmaste större samhälle är Yanling, 11,9 km öster om Baoyan. Trakten runt Baoyan består till största delen av jordbruksmark.
Genomsnittlig årsnederbörd är 1 331 millimeter. Den regnigaste månaden är juli, med i genomsnitt 251 mm nederbörd, och den torraste är december, med 37 mm nederbörd.